# 舊比利斯克
舊比利斯克（羅馬化：Starobilsk），又按俄语名译为舊別利斯克，是乌克兰東部盧甘斯克州舊比利斯克區旧比利斯克市镇内的城市，为该区和该市镇的行政中心。該市位於艾達爾河左岸，距離首府盧甘斯克100公里，始建於1686年，面積13.32平方公里，海拔高度63米，2022年人口数量为15,947人。

## 歷史
2014年顿巴斯战争期間盧甘斯克州許多地方被頓巴斯親俄武裝佔領，但該市仍然在烏克蘭政府的控制下。6月17日，卢甘斯克人民共和国国旗在艾達爾酒店上空被升起，但是馬上就被撤下。此後，這座城市依舊由烏克蘭控制，在此期間，該市公園的列寧雕像被一輛坦克推倒，列寧街也被更名為修道院街。  

### 俄羅斯入侵烏克蘭
2022年俄羅斯入侵烏克蘭，俄羅斯軍隊開始向該市發起進攻。
3月6日，卢甘斯克州州长谢尔盖·盖达伊表示该市已被俄军占领。當天該市居民聚集在一起，扯下盧甘斯克人民共和國國旗並且燒毀，他們還高唱烏克蘭國歌。俄軍發現後立即向空中开枪，並驱散了這些居民。

## 当地名人
- 谢尔盖·扎丹：乌克兰诗人、小说家、音乐家、翻译家、社会活动家。

## 图集

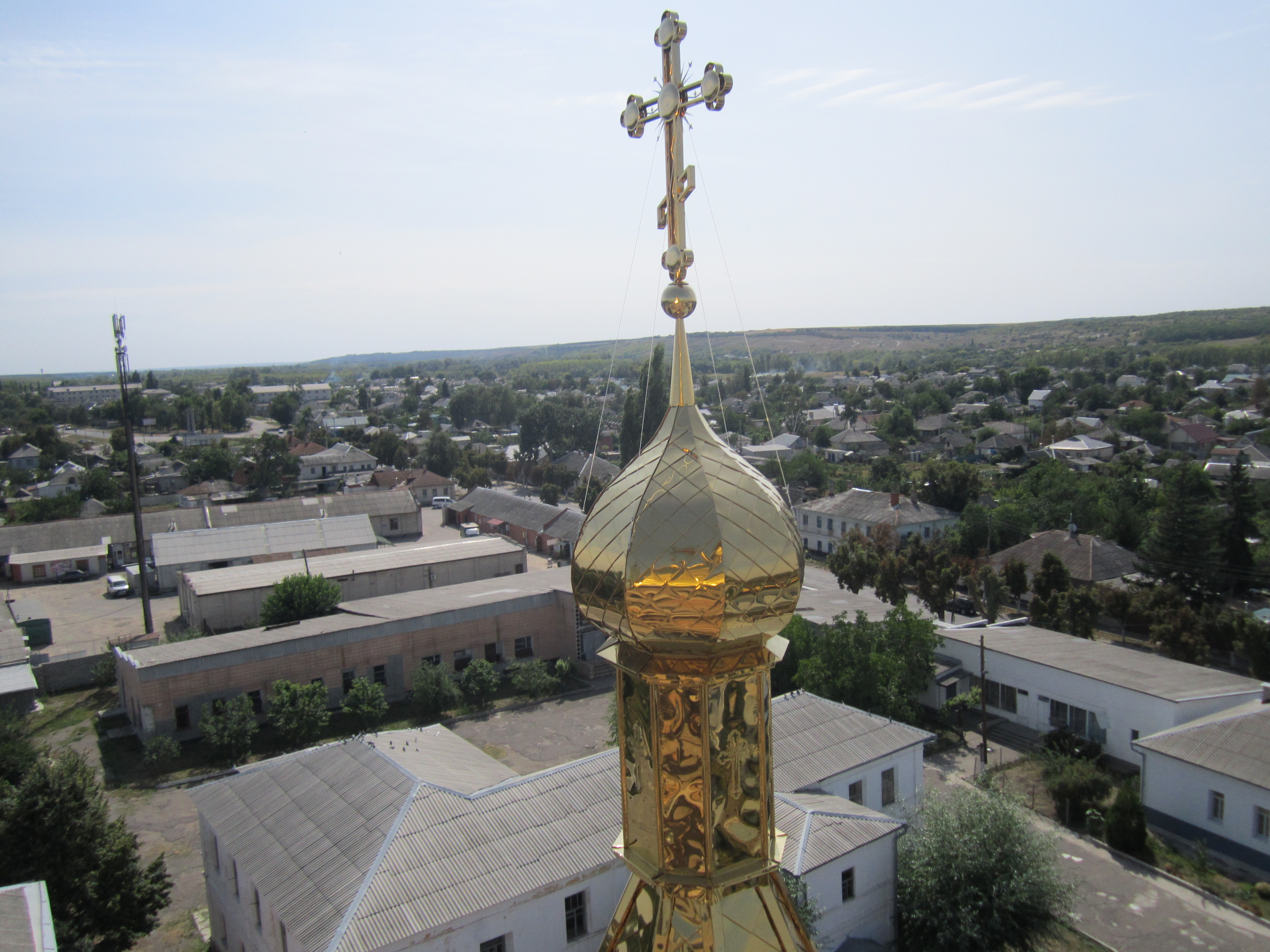
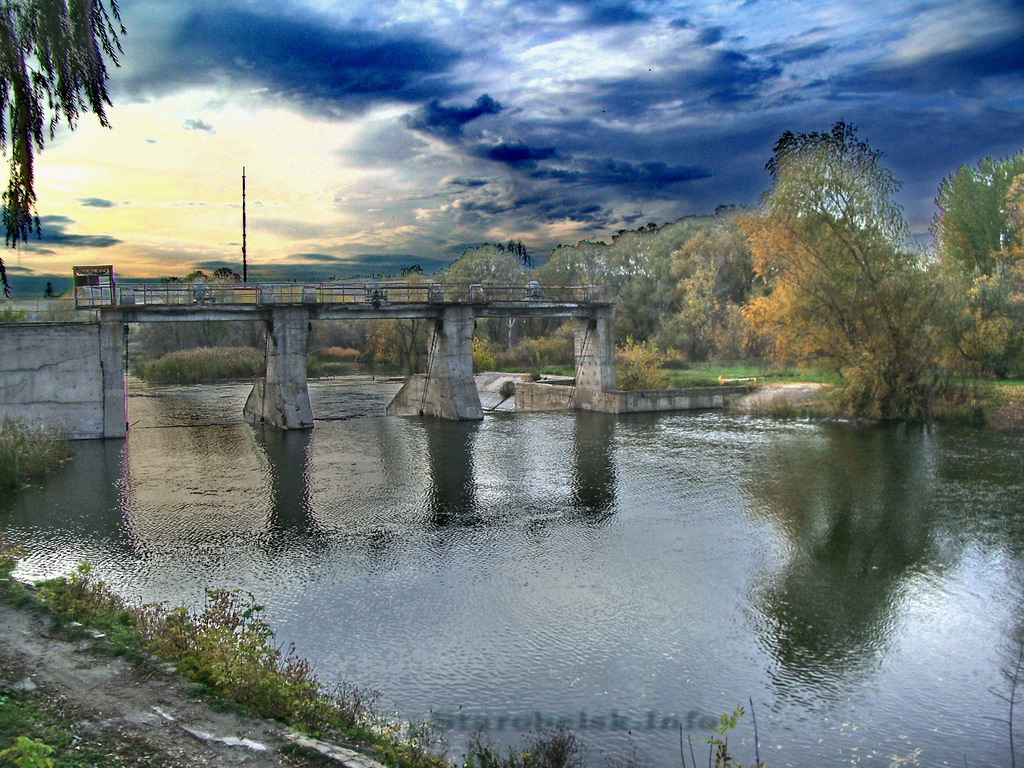
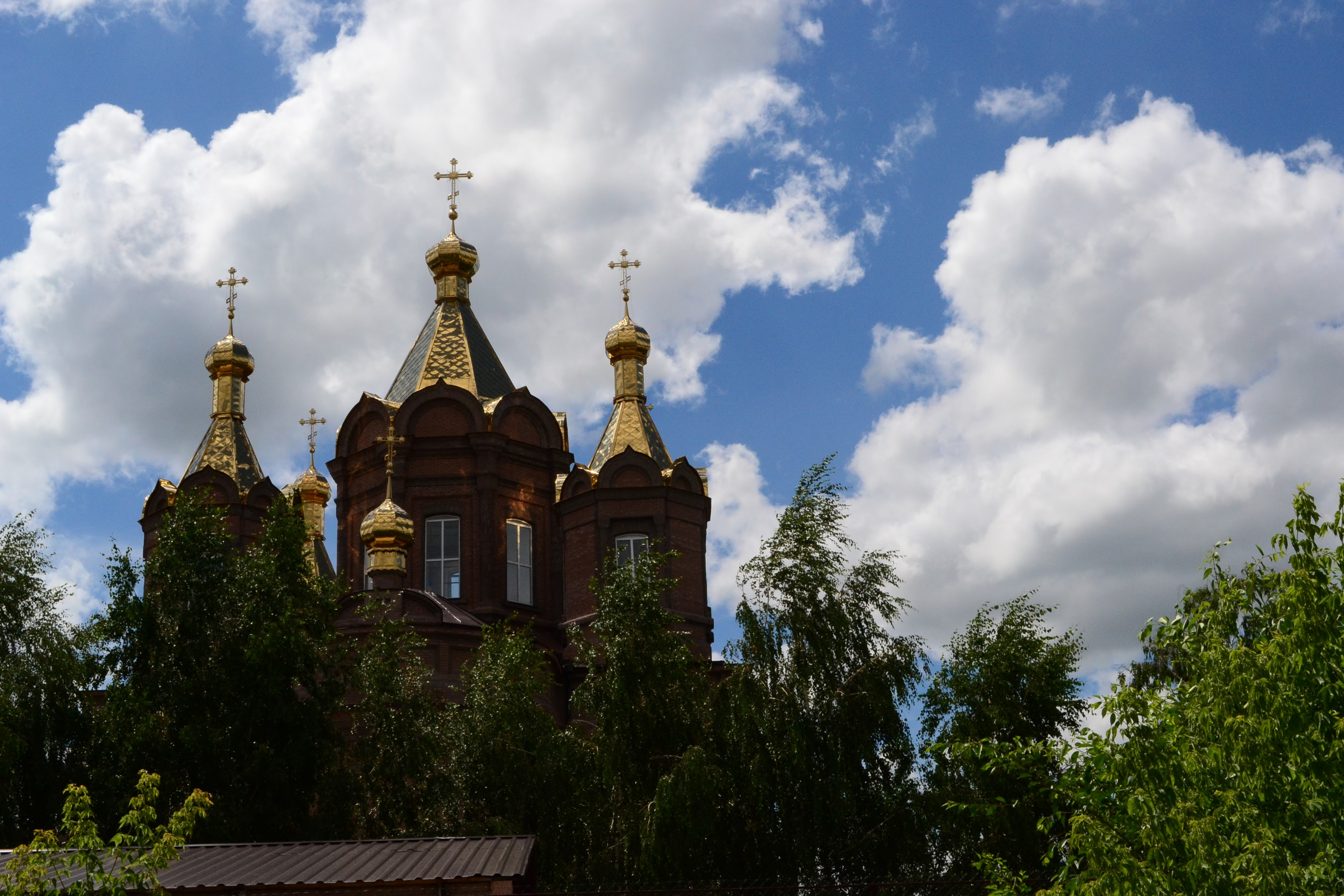
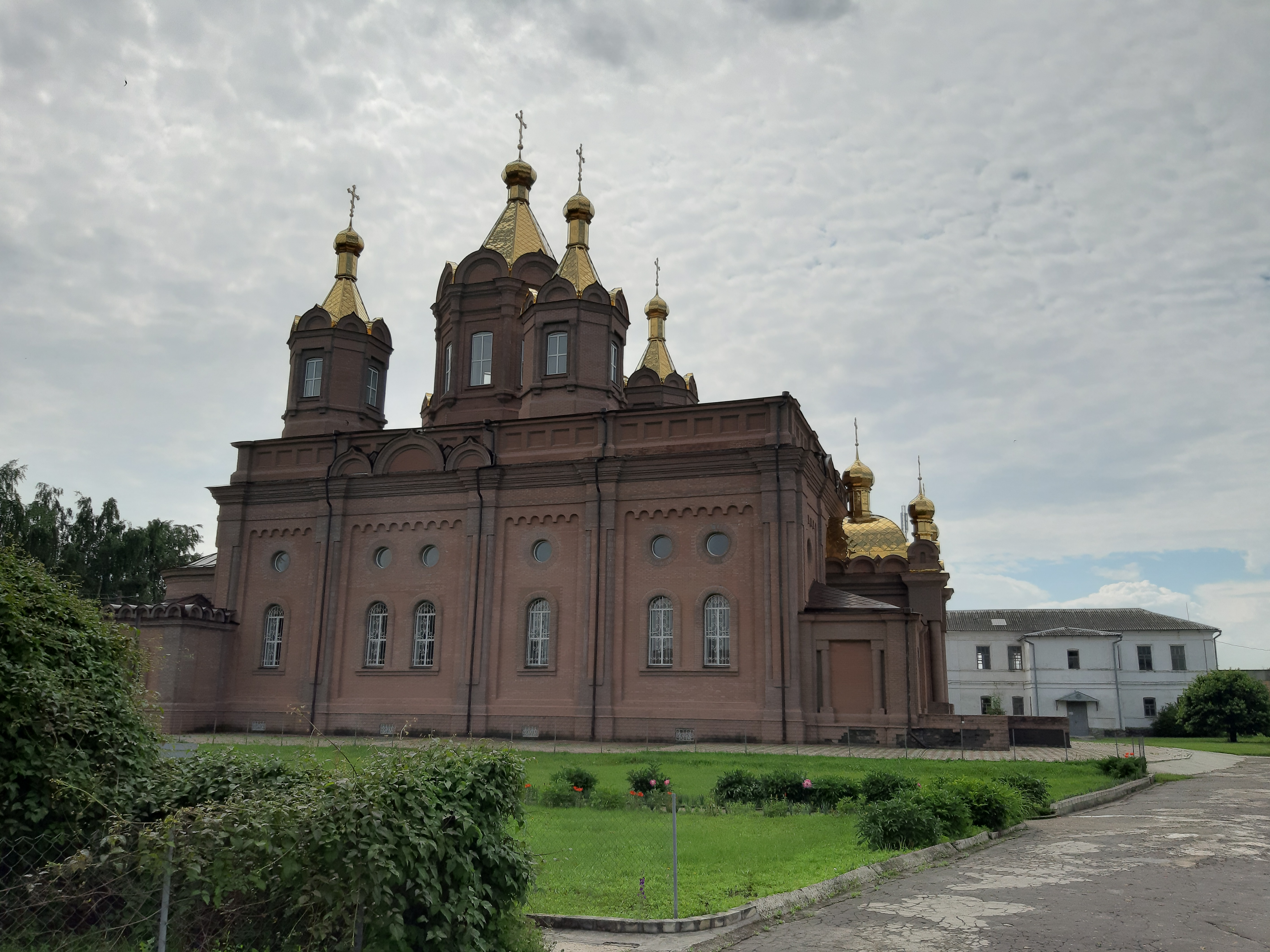
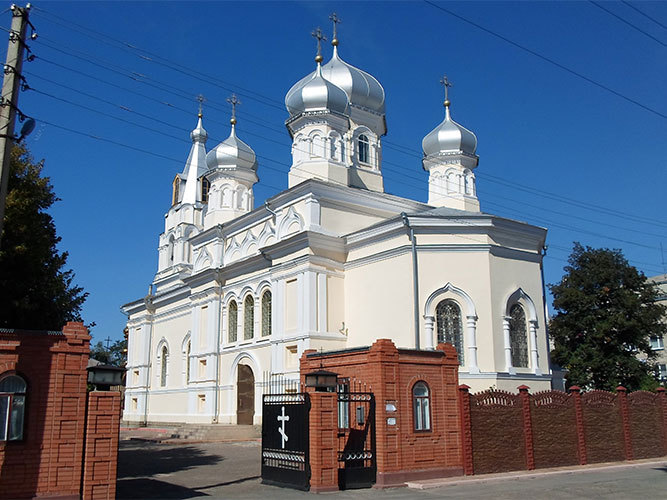
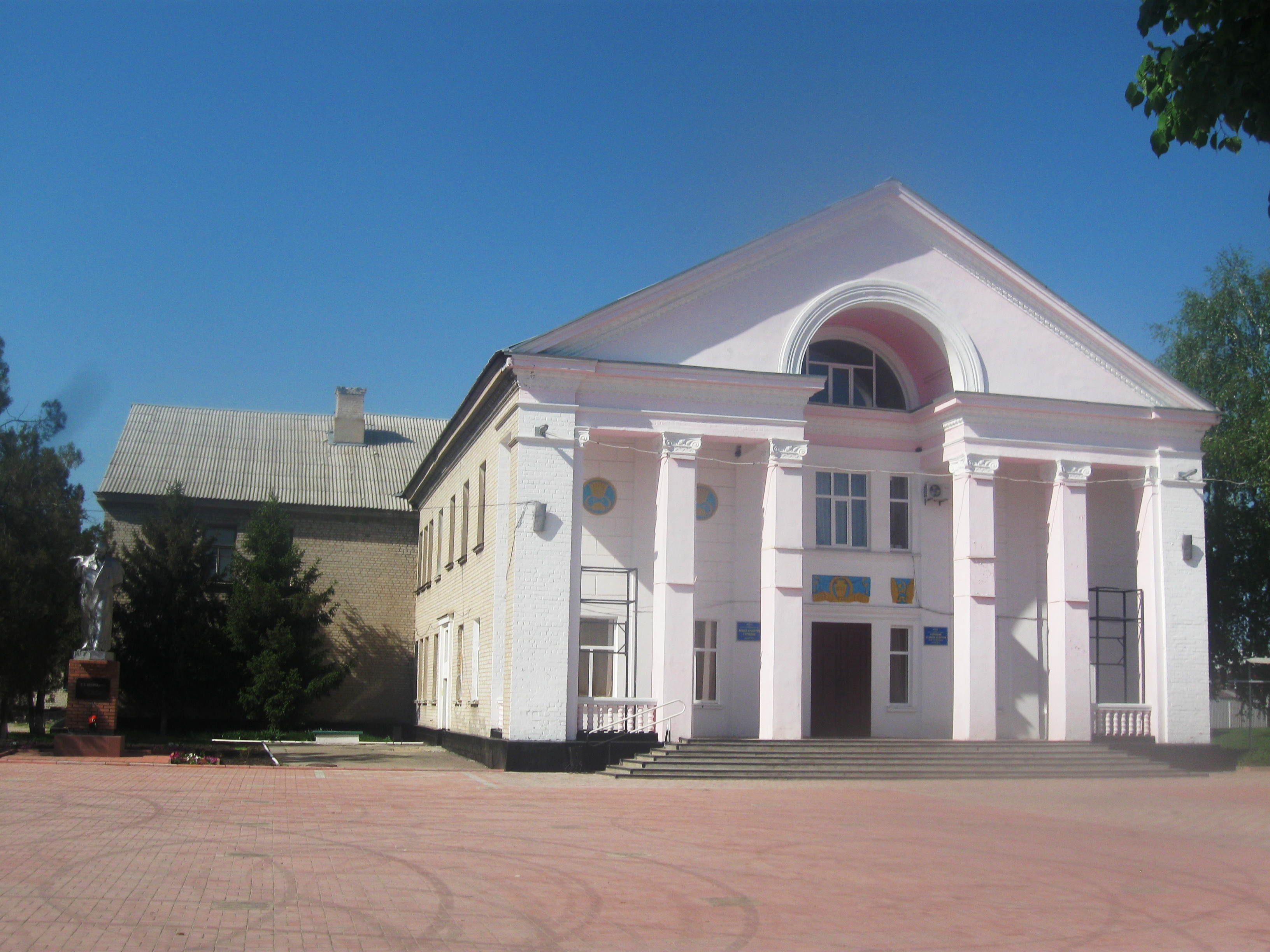
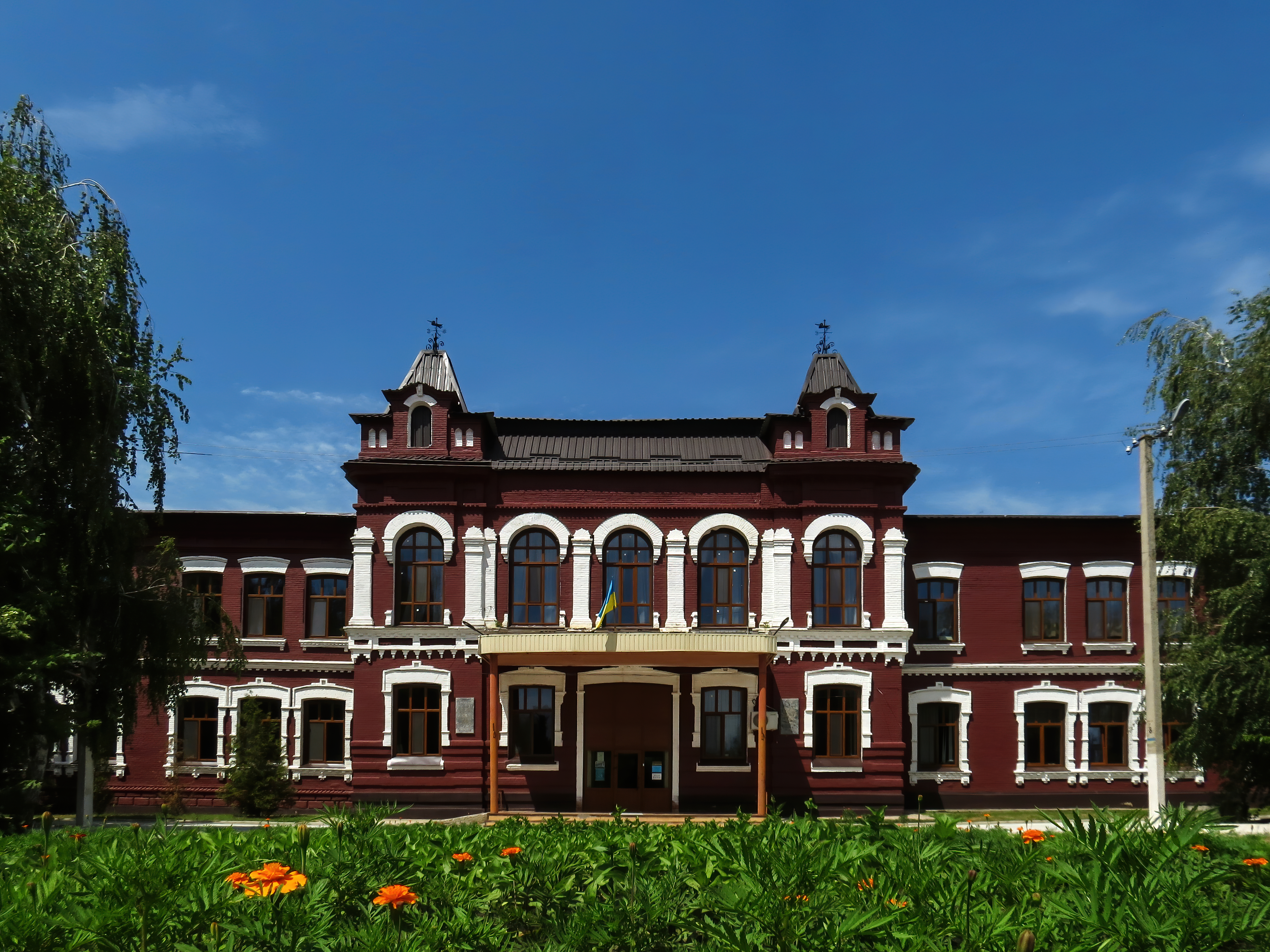

## 備注
1. ↑  俄语：，羅馬化：Starobel'sk